# Козачке песме Дњепропетровске области
Козачке песме Дњепропетровске области су козачке песме које се певају у заједницама Дњепропетровске области. Говоре о трагедији рата и козачким јунацима. Године 2016. уврштене су на Унескову листу ематеријалног културног наслеђа човечанства.

## Историја
Највеће острво Дњепра, Хортица, сматра се домовином украјинских Козака. Ту је, на ниским речним острвима („праговима“), средином 16. века настало главно козачко упориште Запорошка Сич. У козачкој средини почео је да се формира нови жанровски циклус у лирици, епици и драми. У то време јавља се традиција извођења дума и развија се традиција мушког вишегласног певања. Након опадања Козака као утицајног друштвеног слоја, уметничке форме које су пратиле козачке песме наслеђују њихови потомци. Постепено су мушки начин извођења козачких јуначких песама преузеле жене, тако да се данас мушко извођење козачких песама сматра реликтним феноменом. Прву транскрибовану збирку козачких песама објавио је 1997. године бандурист Виктор Кириленко. Последњи пут су га снимили истраживачи Дњепропетровског националног универзитета када су организоване експедиције у Дњепропетровску област како би се прикупило још ових народних песама.

## Распрострањеност
Географско подручје у ком се певају козачке песме покрива скоро читаву Дњепропетровску област, осим села у којима у великој већини живе представници других националности, као што су Руси и Белоруси.

## Тематика песама
У Дњепропетровској области у усменом предању сачуване су различите варијанте козачких песама. Према теми и стилу извођења деле се у неколико група:
- Песме које описују историјску позадину козачког доба, козачке походе и битке, као и уништавање Украјине од стране непријатеља (на пример, „Ој гук, мајко, гук“). У њима се поетизује живот појединих личности и војсковођа („Ој, иза планине и иза ушћа“, „Песма о Морозенку“...)
- Највећа група козачких песама осликава козачки живот. Оне говоре о разним детаљима живота ратника, њиховој судбини и тешким животним изборима, величају њихове погибије. У овим песмама Козаков стални пратилац је његов верни коњ
- Посебну групу чине козачке лирске песме, које говоре о љубави између козака и девојке („Иза гора, иза гора“) и козачке баладе („Иде козак с Дона“). У овим песмама наратор је или неодређени приповедач или сам козак. У песмама које осликавају однос козака и девојке наратор је обично девојка, али је њихов музички језик идентичан песмама прве групе, осим код козачке романсе (нпр. „Башта-башта, жито поље„).

По правилу, козачке песме имају велики број стихова, чинећи њихово извођење стварном причом - јасном и детаљном по садржају. Често нема рефрена, што је генерално особеност лирско-епске поезије. Истраживачи разликују два стила извођења козачких песама: 
песму и рецитацију. Данас је први стил уобичајен, док је рецитација скоро у потпуности нестала у традицији соло извођачких дела.

## Мелодије козачких песама
Козаци као посебна етничка група више не постоје, па су критеријуми према којима се ове песме сврставају под козачке текст (садржај песме) и музички језик (начин извођења).
Козачке песме имају споре мелодије и продужено извођење. Често извођачи "повлаче" сваку музичку фразу, па чак и појединачне звуке, што чини звук козачких песама посебно мелодичним. Јавља се уметничка техника која комбинује недовољно певање појединих речи са истовременим почетком друге музичке фразе. Током извођења песама певачи су дубоко усредсређени на песму и налазе се у стању блиском молитви или медитацији. Песме се певају из задовољства и извођачима није неопходна публика. Кроз њих певачи имају везу са прошлошћу – својим прецима и својом историјом.
Козачке песмаме изводе певачке групе, по правилу без инструменталне музичке пратње. Ове групе имају два главна извођача. Први, који зна цео текст песме, почиње да пева. Затим почиње други, који пева високим гласом, а за њим хорски следе остали певачи из групе. Соло напеви се изводе високим гласом, док хорски део песме најчешће има трогласну основу. Певачи су углавном жене или жене и мушкарци заједно. За структуру групе која изводи козачке песме карактеристичан је соло високи глас. Групни део песме најчешће има троделну структуру - соло високи глас, групни средњи и дубоки глас). Ако мушки певачи нису присутни у групи, жене их опонашају продубљујући свој глас. У селу Богуславу у Павлоградском округу у неким песмама жене додају и четврти, најдубљи глас, који је у ствари имитација мушког гласа. Песме се обично изводе гласним засићеним звуком, формираним у грудима, а начин извођења је заједнички и мушкарцима и женама.

## Традиција
Многи певачи, како мушкарци тако и жене, имају 70-80 година и певају ове песме већи део свог живота. Певачи се обично редовно састају, а понекад одржавају и концерте. То је традиција која се преноси у породицама, али је њен континуитет доведен у питање због старења искусних певача и недостатка других извора из којих би нове генерације могле да уче. Због тога су козачке песме Дњепропетровске области уврштене на листу нематеријалног културног наслеђа коме је потребна хитна заштита.